# XP FIBRE
Pour les articles homonymes, voir SFR (homonymie).
XPFibre, anciennement SFR FTTH, est une entreprise française de télécommunications spécialisée dans le développement de la fibre optique hors des métropoles, filiale d'Altice France, groupe issu du rapprochement de SFR et de Numericable en novembre 2014.
XPFibre fait régulièrement l'objet de critiques par les professionnels des télécoms, dans son déploiement de la fibre optique, sur le territoire national.

## Historique
Le 30 novembre 2018, Altice Europe annonce qu'Altice France a conclu un accord exclusif pour vendre 49,99 % du capital de SFR FTTH, la structure hébergeant le réseau de fibre de SFR hors des grandes villes, à un groupe d'investisseurs composé d'Allianz Capital Partners, Axa Investment Managers Real Assets et Omers Infrastructure pour 1,8 milliard d'euros.
SFR FTTH est alors valorisé à 3,6 milliards d'euros, tout en restant propriétaire à 100 % de son réseau câblé (9 millions de prises) ainsi que de ses 2,5 millions de prises fibre en zone très dense. Cet accord entre dans la stratégie de désendettement souhaité par Altice Europe et lui permet de faire des économies, en effet SFR FTTH ne comprendra qu'un million de prises de fibre fin 2018 et devra en construire autant chaque année pour atteindre 5 millions de prises fin 2022.

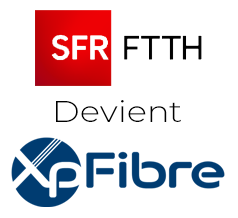

En avril 2019, SFR Fibre SAS annonce vouloir transférer ses abonnés FTTB (fiber to the building), récupérés à la suite du rapprochement avec Numericable, sur les réseaux de SFR FTTH.
En 2020, avec l'autorisation de la Commission européenne, SFR FTTH rachète Covage pour devenir le principal concurrent d'Orange pour l'infrastructure à l'échelle française. L'ensemble est alors renommé XPFibre.
En 2021, Altice France revend 50% de Covage à l'opérateur Altitude Infra pour des raisons de concurrence, à la demande de l'UE,. XP Fibre est ensuite placé en dépôt (fiducie) chez Natixis pour garantie d'une créance de 5,7 milliards d'euros.